# Балканский неолит
Балка́нский неоли́т — общее название целого комплекса археологических культур Балканского полуострова, появившихся в результате миграции земледельческих народов из Малой Азии в VII тыс. до н. э. (через существовавший в то время Босфорский перешеек). Прекратил своё существование после индоевропейского вторжения с северо-востока в III тыс. до н. э. Одно из первых балканских неолитических поселений — Неа Никомедия.
Балканский неолит представлял своего рода «экспорт неолитической революции» с территории Ближнего Востока (протогород Чатал-Гююк, см. также Западноанатолийская цивилизация). Остатки населения Балканского неолита были вытеснены на юг, где могли участвовать в создании Элладской цивилизации.
Хронологически неолитизация Балкан происходила в два этапа, с перерывом почти в 500 лет из-за стремительного похолодания. Первый этап (по 6600-е годы до н. э.) включает в себя сухопутное распространение неолита из Центральной Анатолии в Эгейский регион и, возможно, также морской прибрежный маршрут с Ближнего Востока. В ходе второго этапа неолитический образ жизни в течение 200 лет начиная примерно с 6050-х годов до н. э. распространился от Эгейского побережья до северо-восточной Венгрии.

## Состав
Культуры балканского неолита генетически связаны не с местными мезолитическими культурами (Лепенски-Вир и др.), а со вторженцами из соседних регионов. Их можно разделить по общим чертам на несколько крупных групп:

### Балканская группа
Носители пришли на Балканы из западной Анатолии (вероятно, связана с культурой Хаджилар). Эта группа охватывала территорию Румынии, Болгарии, Македонии и Греции. Включала культуры Гура Бачулуй, Караново I , Породин (Велушина), прото-Сескло, Сескло, Неа-Никомедия, существовавшие на благоприятных для заселения землях Фессалии, Пелагонии, Южной Албании и др. Для них характерна монохромная керамика или керамика с белой росписью. Вероятно, с этой группой культур связан также неолит Крита.

### Центрально-балканская группа
Занимала Сербию и южную Паннонию вплоть до Баната. Её носители также пришли из западной Анатолии, однако несколько позже первой группы. В её состав входили культуры Старчево I, Кёрёш, Криш, Винча, Димини. Для неё характерны грубая керамика и особый орнамент (Barbotine).

### Средиземноморская группа
Затронула лишь крайний запад Балкан (адриатическое побережье Хорватии, Албании, «пре-Сескло» в Греции). Была распространена вдоль побережья Иберии, Италии и северной Африки. Для неё была характерная керамика с оттисками пальцев или раковин (такая технология была известна как «импрессо»).

### Триполье-Кукутень
На севере Балкан на позднем этапе неолита и в раннем халколите появляется культура Триполье-Кукутень. Несмотря на значительное сходство с соседней культурой линейно-ленточной керамики, распространённой в центральной Европе, впитала в себя также некоторые черты старчево-кришского комплекса. Антропологически состав трипольской культуры менялся: ближе к её исчезновению в ней всё чаще появляются антропологические типы, свойственные соседствовавшей с ней ямной культуре. В халколите поглощена пришельцами культур Усатово-Фолтешты, которые в дальнейшем заселили большую часть Балкан.

### «Бейджесултанская» группа
В юго-западную часть Балканского полуострова на позднем этапе неолита из западной Анатолии (Бейджесултан?) проникает новая группа культур (Дудешть, Боян, Хаманджия, Гумельница и др.). Вероятно, от одной из данных культур произошли минойцы.

## Влияние внешних культур
Начиная со среднего неолита на северо-западе балканские культуры испытывают всё большее влияние культуры линейно-ленточной керамики.
В конце балканского неолита появляются первые следы индоевропейских вторженцев. Самой ранней индоевропейской культурой на Балканах, возможно, является культура Чернаводэ.

## Антропологический облик
Антропологически носители балканского неолита относились к средиземноморской расе, что отличало их как от кроманьонского мезолитического населения (Лепенски-Вир), так и от «рыжеволосых и голубоглазых» фракийцев железного века. По данным антропологии, на северо-восточной периферии балканского неолита сложилась индоевропейская общность (Среднестоговская культура).

## Палеогенетика
На территории Балкан, где дольше всего сохранялись пережитки культур балканского неолита, наблюдается максимальная концентрация гаплогруппы I2. Представленные на территории Балкан гаплогруппы J2 и G связаны с миграциями из западной Анатолии, а гаплогруппа E3b — со средиземноморской группой («импрессо»). С приходом индоевропейцев на Балканах появляется гаплогруппа R1a. В целом же палеогенетические исследования останков из захоронений балканских неолитических культур показывают резкое преобладание Y-гаплогруппы G2a; присутствуют также гаплогруппы C1a2, H2, I (I2c) и J2a.

## Пред-цивилизация
В религиозных представлениях центральное место занимал культ Богини Матери (аналог Кибелы), что свидетельствует о матриархальном характере общества. Носители Балканского неолита были близки к созданию цивилизации: у них начала зарождаться письменность (Тэртэрийские надписи, Табличка из Диспилио) и появлялись первые города (Сескло), где помимо многокомнатных домов-мазанок встречались административные сооружения в форме мегаронов. На поздних стадиях неолит уже начинал плавно переходить в энеолит, поскольку была открыта плавка меди, которая больше шла на украшения.